# Chaumeil
Chaumeil is een gemeente in het Franse departement Corrèze (regio Nouvelle-Aquitaine) en telt 171 inwoners (2004). De plaats maakt deel uit van het arrondissement Tulle.

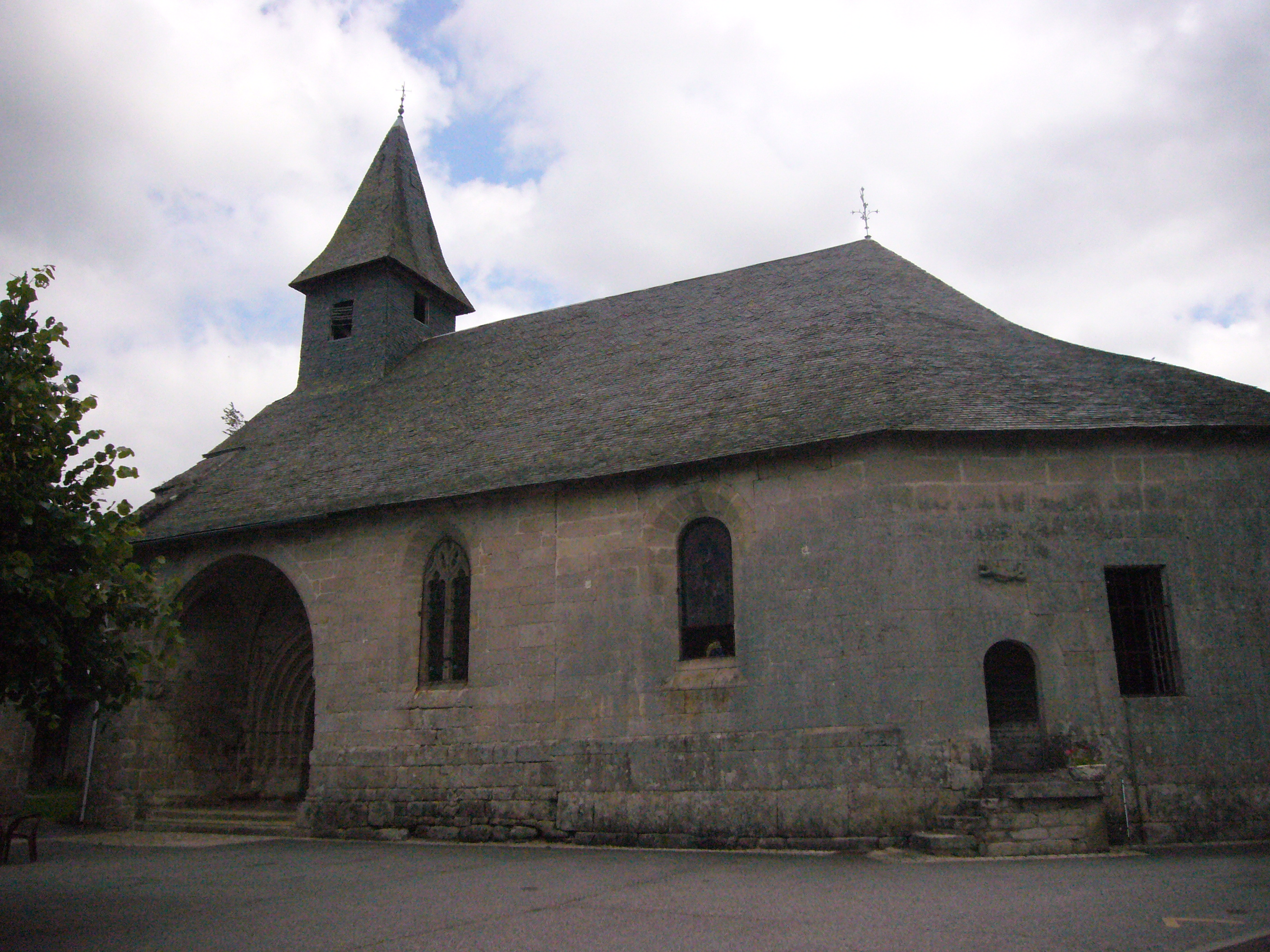
Kerk van Chaumeil
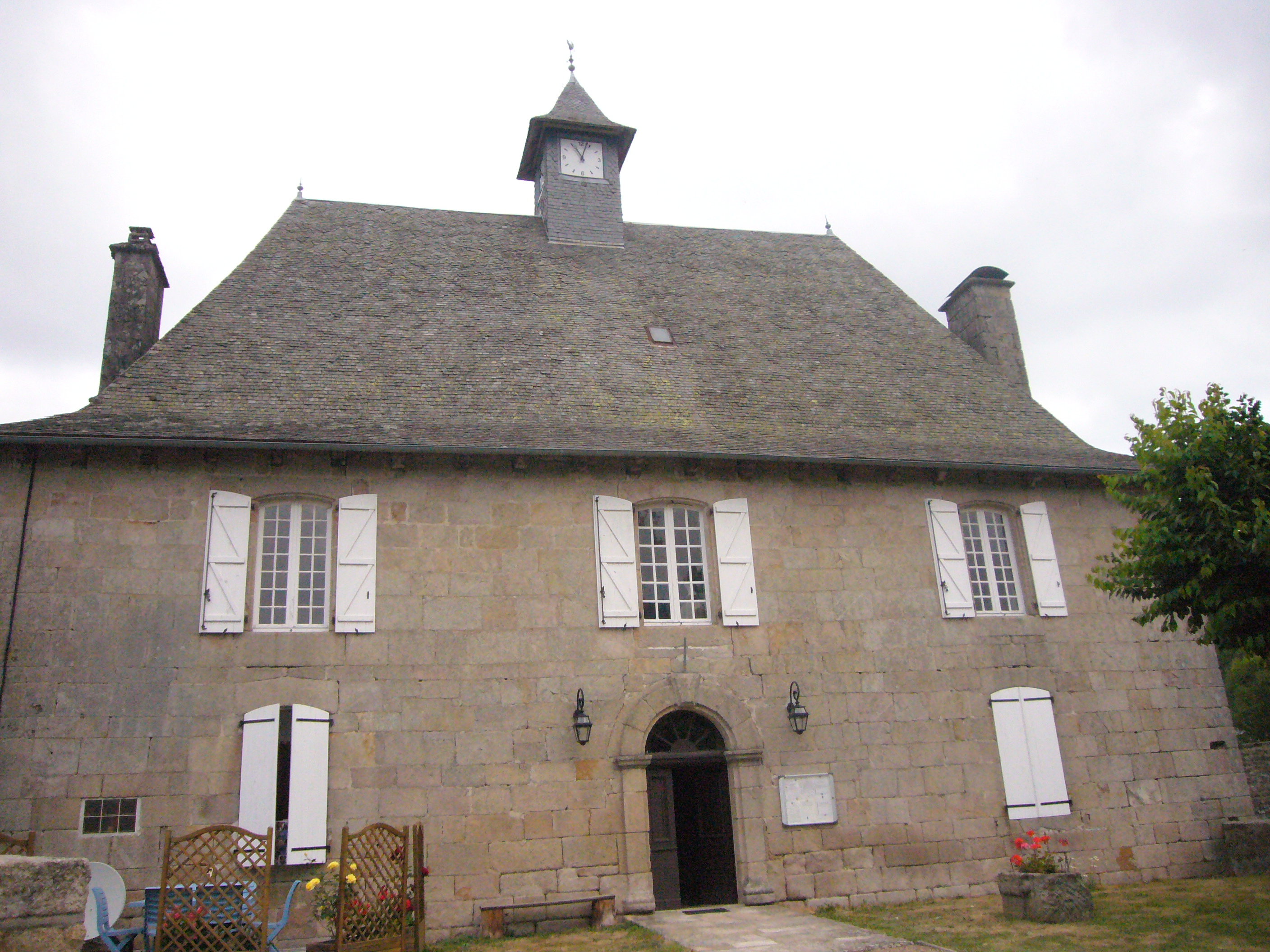
Gemeentehuis
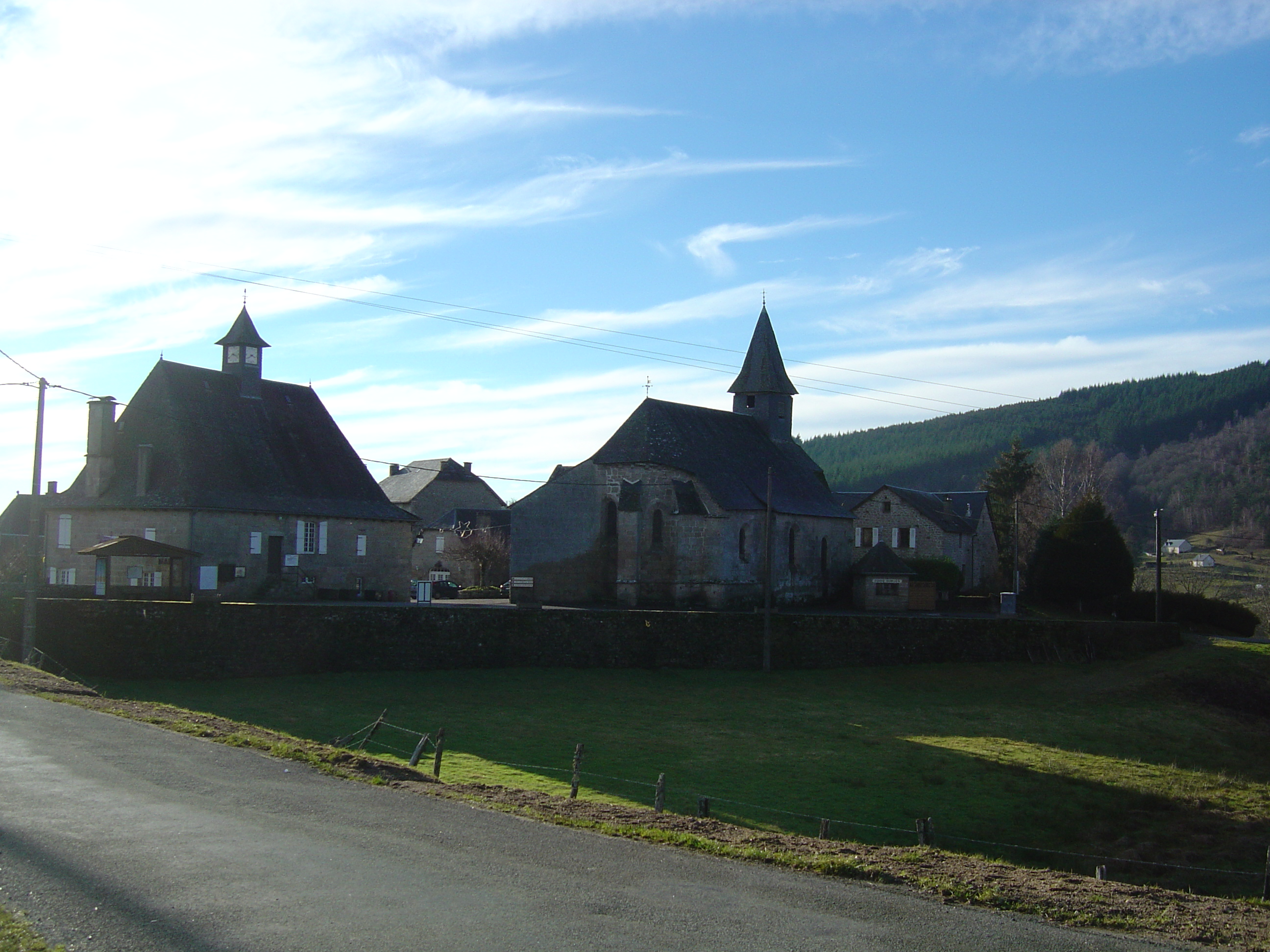
Dorpsgezicht

## Geografie
De oppervlakte van Chaumeil bedraagt 31,3 km², de bevolkingsdichtheid is 5,5 inwoners per km².
De onderstaande kaart toont de ligging van Chaumeil met de belangrijkste infrastructuur en aangrenzende gemeenten.

## Demografie
Onderstaande figuur toont het verloop van het inwonertal (bron: INSEE-tellingen).

1. ↑  Populations de référence 2022.